# Берка, Карел
Карел Берка (чеш. Karel Berka; 2 мая 1923, Бржецлав, Чехия) —  известный чешский философ. 

## Биография
Сын профессора математики и физики. Посещал гимназию в Брно. Образование было прервано заключением в разных концентрационных лагерях. С 1948 по 1951 годы изучал музыкальное искусство на философском факультете, закончил в 1952 году с работой Грамматика и логика. С 1951 по 1955 годы работал школьным учителем в районе Яблонец-над-Нисоу, в 1955 году продолжил образование в Университет имени Карла в Праге и в 1957 году защитил диссертацию Изучение аристотелевской логики, с 1965 года доцент. С 1962 по 1963 годы работал в Берлинском университете имени Гумбольдта, в летние семестры с 1967 по 1968 годы гостевой доцент Лейпцигского университета и с 1969 года гостевой профессор Пенсильванского университета. С 1968 по 1991 годы руководил научным отделом Чехословацкой академии наук по направлению теории и методологии науки. С 1981 года доктор наук и с 1989 года профессор логики.

## Научные труды
Он занимался различными проблемами логики и её методологии, философии и теории науки, также историей логики, начиная с Аристотеля, античной логикой высказываний, истолкованием логики и философии Бернанда Больцано и развитием современной логики в основополагающих трудах Фреге, Рассела, Витгенштейна.
Его работы с большим успехом публиковались за рубежом. Он руководил изданием ежегодного бюллетеня Теория и методология и был членом различных редколлегий у себя на родине и в других странах. Многочисленны его переводы по кибернетике, логике и философии науки.

## Список произведений

### Учебники
- O vzniku logiky, 1959
- K dějinám výrokové logiky v antice, 1959
- Co je logika (Mitautor Miroslav Mleziva ),1962
- Aristoteles, 1966
- Škály měření, 1972, angl. 1982
- Teorie očekávaného užitku, 1974
- Měření: Pojmy, teorie, problémy, 1977, englisch 1983, russisch1987
- Využití logiky v propagandistické praxi, 1978
- Logika (Mitautor Miroslav Jauris), 1978
- Co víte o moderní logice (Mitautor Vladimír Čechák, Ivo Zapletal), 1981
- Bernard Bolzano, 1981
- Logika a metodologie pro žurnalisty (Mitautor Jarmila Rybová), 1988
- Stručné dějiny logiky, 1994

### Сборники
- Teorie tříd in Moderní logika, 1958
- Pragmatismus, in Současná západní filosofie, 1958
- Existence in modern logic. In: Essays in metaphysics. Edited by Vaught Carl G. University Park: Pennsylvania University Press 1970. pp. 157–174
- Was there an Eleatic Background to Pre-Euclidean Mathematics? Theory Change, J. Hintikka et in Ancient Axiomatics and Galileo's Methodology, Dordrecht 1981
- The Ideal of Mathematization in B. Bolzano, in Nature Mathematized, Dordrecht 1982
- La syllogistique aristotélicienne, reconstruction historico-logical in Penser avec Aristote, Toulouse 1991
- Are there Objective Grounds for Measurement Processes? In Philosophical and Foundational Issues im Measurement Theory London 1992
- Rational and Nonrational Elements in the History of Science, Philosophy and the Scientific Community, Dordrecht 1995
- Measurement in Design: its Scope and Limits, Measurement and Design, Delft 1995
- Komentáře k českým př.: Aristoteles: 1958–78
- Galenos in Úvod do logiky, 1958
- B. Russell: Logika, jazyk a věda, 1967
- B. Russell: Zkoumání o smyslu a pravdivosti, 1975
- B. Bolzano: Vědosloví, 1981
- B. Russell: Logika, věda, filosofie, společnost, 1993
- R. M. Hare, H. Barnes, H. Chadwick in Zakladatelé myšlení, 1994.

### Публикации на русском языке
- Берка, Карел. Измерения. Понятия, теории, проблемы = Mereni. Pojmy, teorie, problemy : пер. с чеш. / Карел Берка ; пер. К.Н. Иванов ; послесл. Б.В. Бирюков, В.И. Михеев ; ред. Б.В. Бирюков . – М. : А/О "Издат. группа "Прогресс", 1987 . – 320 с. : тв. – Перепеч. изд.: Прага, 1977. - Библиогр.: с.268-274. - Имен. и предм. указ.: с.306-319.
- Берка, Карел. Функция глагола "быть" с точки зрения современной формальной логики / Карел Берка // Логико-грамматические очерки : сборник / Ред. Л. Б. Баженов, А. И. Уёмов, В. Г. Фабер. - М. : Высшая школа, 1961. - С. 160-180.